# طبعة راحة اليد

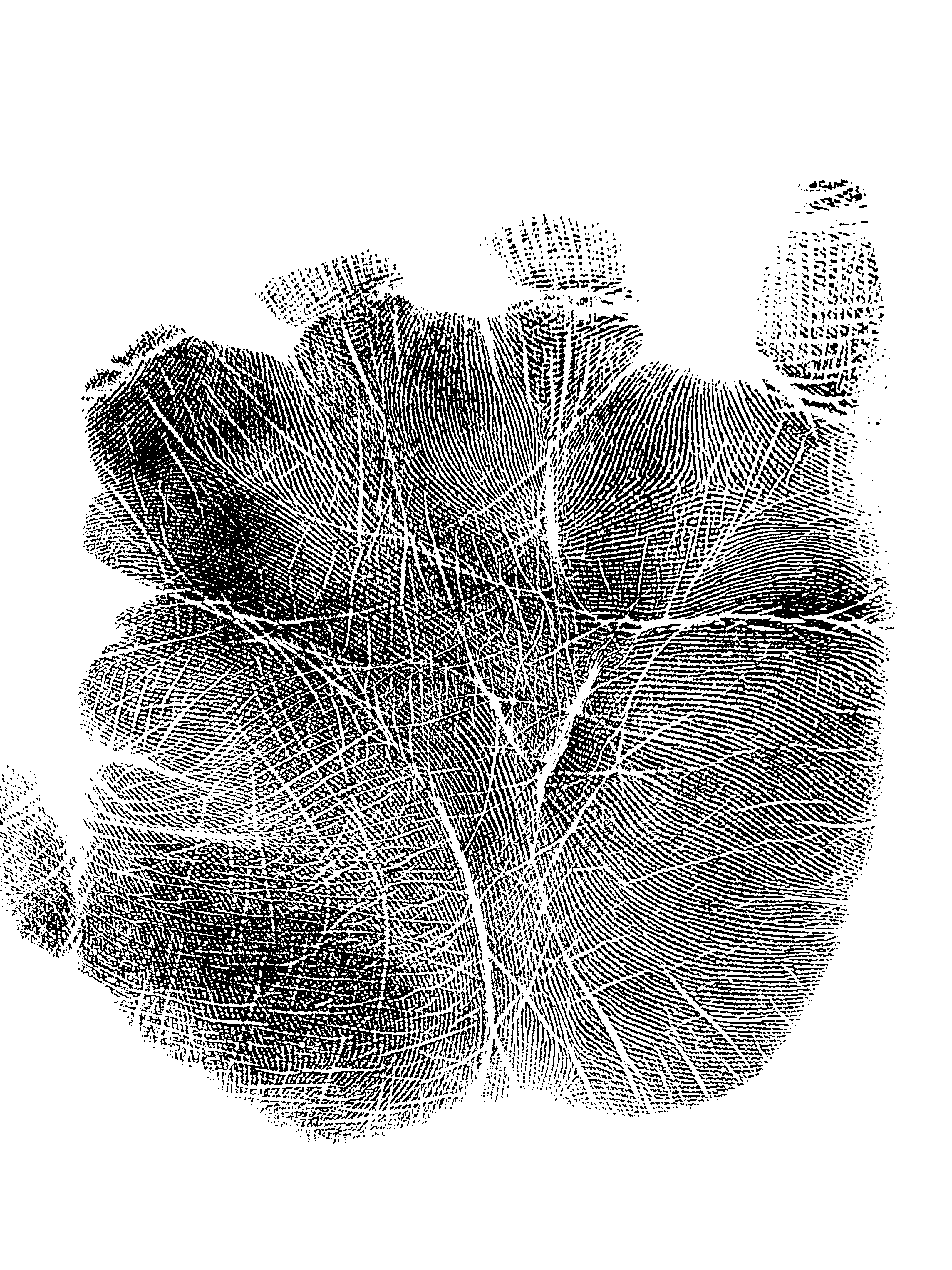
طبعة راحة اليد من امرأة

تشير طُبعة راحة اليد أو بصمة الكف إلى الصورة التي تم الحصول عليها من منطقة راحة اليد . يمكن أن تكون إما صورة عبر الإنترنت (أي يتم التقاطها بواسطة ماسح ضوئي أو جهاز اقتران الشحنة ) أو صورة غير متصلة بالإنترنت حيث يتم التقاط الصورة بالحبر والورق.
يتكون الكف نفسه من الخطوط الرئيسية والتجاعيد (الخطوط الثانوية) والتلال الجلدية . كما تختلف عن البصمة في أنها تحتوي أيضًا على معلومات أخرى مثل الملمس، والمسافات البادئة والعلامات التي يمكن استخدامها عند مقارنة راحة اليد بأخرى. 
يمكن استخدام طبعة راحة اليد للتطبيقات الجنائية أو التجارية. غالبًا ما توجد طبعة راحة اليد، عادةً من مؤخرة طبعة راحة اليد، في مسرح الجريمة كنتيجة لانزلاق قفازات الجاني أثناء ارتكاب الجريمة، وبالتالي كشف جزء من اليد غير المحمية. 